# Apple TV+オリジナル映画のリスト
Apple TV+は、アメリカの多国籍テクノロジー企業Appleが所有・運営するVODサービスで、オリジナルシリーズ、スペシャル番組、ミニシリーズ、ドキュメンタリー、子会社のAppleスタジオがApple Original Films名義で提供する映画など、多数のオリジナル番組を配信している。

## オリジナル映画

### 長編
| 作品名（日本語版の題/原題）                                                 | ジャンル                 | 日本での配信       | 配信開始日     | 劇場公開日     | 上映時間  |
| --------------------------------------------------------------------------- | ------------------------ | ------------------ | -------------- | -------------- | --------- |
| ハラ (Hala)                                                                 | 青春ドラマ               | 配信中             | 2019年12月9日  | 2019年11月22日 | 1時間33分 |
| ザ・バンカー (The Banker)                                                   | ドラマ                   | 配信中             | 2020年3月20日  | 2020年3月6日   | 2時間     |
| グレイハウンド (Greyhound)                                                  | 戦争                     | 配信中             | 2020年7月10日  |                | 1時間31分 |
| オン・ザ・ロック (On the Rocks)                                             | コメディドラマ           | 配信中             | 2020年10月23日 | 2020年9月22日  | 1時間36分 |
| ウルフウォーカー (Wolfwalkers)                                              | アニメ/ファンタジー      | 配信中             | 2020年12月11日 | 2020年11月13日 | 1時間42分 |
| パーマー (Palmer)                                                           | ドラマ                   | 配信中             | 2021年1月29日  |                | 1時間50分 |
| チェリー (Cherry)                                                           | 犯罪ドラマ               | 配信中             | 2021年3月12日  | 2021年2月26日  | 2時間20分 |
| コーダ あいのうた (CODA)                                                    | 青春ドラマ               | 未配信             | 2021年8月13日  |                | 1時間52分 |
| カム・フロム・アウェイ (Come from Away)                                     | ミュージカル             | 配信中             | 2021年9月10日  |                | 1時間46分 |
| フィンチ (Finch)                                                            | SF                       | 配信中             | 2021年11月5日  |                | 1時間55分 |
| スワン・ソング (Swan Song)                                                  | SF/ドラマ                | 配信中             | 2021年12月17日 |                | 1時間51分 |
| マクベス (The Tragedy of Macbeth)                                           | ドラマ                   | 配信中             | 2022年1月14日  | 2021年12月25日 | 1時間45分 |
| 空はどこにでも (The Sky Is Everywhere)                                      | 青春ドラマ               | 配信中             | 2022年2月11日  |                | 1時間43分 |
| チャチャ・リアル・スムース (Cha Cha Real Smooth)                            | コメディ                 | 配信中             | 2022年6月17日  | 2022年6月17日  | 1時間48分 |
| ラック〜幸運をさがす旅〜 (Luck)                                             | アニメ/ファンタジー      | 配信中             | 2022年8月5日   |                | 1時間45分 |
| 史上最高のカンパイ! 〜戦地にビールを届けた男〜 (The Greatest Beer Run Ever) | 戦争/ドラマ              | 配信中             | 2022年9月30日  | 2022年9月23日  | 2時間6分  |
| レイモンド&レイ (Raymond and Ray)                                           | ドラマ                   | 配信中             | 2022年10月21日 | 2022年10月14日 | 1時間45分 |
| その道の向こうに (Causeway)                                                 | ドラマ                   | 配信中             | 2022年11月4日  | 2022年10月28日 | 1時間32分 |
| スピリテッド (Spirited)                                                     | ミュージカル             | 配信中             | 2022年11月18日 | 2022年11月11日 | 2時間7分  |
| 自由への道 (Emancipation)                                                   | 歴史もの/スリラー        | 配信中             | 2022年12月9日  | 2022年12月2日  | 2時間12分 |
| Sharper:騙す人 (Sharper)                                                    | スリラー                 | 配信中             | 2023年2月17日  | 2023年2月10日  | 1時間56分 |
| テトリス (Tetris)                                                           | 伝記ドラマ               | 配信中             | 2023年3月31日  | 2023年3月24日  | 1時間58分 |
| ゴーステッド Ghosted (Ghosted)                                              | ロマンス/アクション/冒険 | 配信中             | 2023年4月21日  |                | 1時間56分 |
| ビーニーバブル (The Beanie Bubble)                                          | コメディドラマ           | 配信中             | 2023年7月28日  | 2023年7月21日  | 1時間50分 |
| フローラとマックス (Flora and Son)                                          | ミュージカルドラマ       | 配信中             | 2023年9月29日  | 2023年9月22日  | 1時間34分 |
| キラーズ・オブ・ザ・フラワームーン (Killers of the Flower Moon)             | 西部劇/犯罪ドラマ        | 配信中             | 2024年1月12日  | 2023年10月20日 | 3時間26分 |
| フィンガーネイルズ (Fingernails)                                            | SFロマンス               | 配信中             | 2023年11月3日  | 2023年10月27日 | 1時間53分 |
| ナポレオン (Napoleon)                                                       | 叙事詩/歴史ドラマ        | 配信中             | 2024年3月1日   | 2023年11月22日 | 2時間38分 |
| ファミリー・プラン (The Family Plan)                                        | アクションコメディ       | 配信中             | 2023年12月15日 |                | 1時間58分 |
| ARGYLLE/アーガイル (Argylle)                                                | スパイスリラー           | 配信中             | 2024年4月12日  | 2024年2月2日   | 2時間19分 |
| ファンシー・ダンス (Fancy Dance)                                            | ドラマ                   | 配信中             | 2024年6月28日  | 2024年6月21日  | 1時間30分 |
| インスティゲイターズ ～強盗ふたりとセラピスト～ (The Instigators)           | 強盗スリラー             | 配信中             | 2024年8月9日   | 2024年8月2日   | 1時間41分 |
| ウルフズ (Wolfs)                                                            | アクションコメディ       | 配信中             | 2024年9月27日  | 2024年9月20日  | 1時間48分 |
| ブリッツ ロンドン大空襲 (Blitz)                                             | 歴史ドラマ               | 配信中             | 2024年11月22日 | 2024年11月1日  | 2時間     |
| フライ・ミー・トゥ・ザ・ムーン (Fly Me to the Moon)                         | ロマンティックコメディ   | 配信中             | 2024年12月6日  | 2024年7月12日  | 2時間12分 |
| 深い谷の間に (The Gorge)                                                    | サバイバルアクション     | 配信中             | 2025年2月14日  |                | 2時間7分  |
| ファウンテン・オブ・ユース 神秘の泉を探せ (Fountain of Youth)               | 強盗/アドベンチャー      | 配信中             | 2025年5月23日  |                | 2時間5分  |
| エコー・バレー (Echo Valley)                                                | スリラー                 | 配信中             | 2025年6月13日  | 2025年6月6日   | 1時間44分 |
| 配信予定                                                                    |                          |                    |                |                |           |
| F1/エフワン (F1)                                                            | スポーツドラマ           | 配信予定           | 未公表         | 2025年6月27日  | 未公表    |
| Highest 2 Lowest                                                            | 犯罪スリラー             | 未公表             | 2025年9月5日   | 2025年8月22日  | 未公表    |
| オール・オブ・ユー (All of You)                                             | 恋愛ドラマ               | 配信開始日に準ずる | 2025年9月26日  |                | 未公表    |

### ドキュメンタリー
| 作品名（日本語版の題/原題）                                                               | 日本での配信 | 配信開始日     | 長さ      |
| ----------------------------------------------------------------------------------------- | ------------ | -------------- | --------- |
| ゾウの女王: 偉大な母の物語 (The Elephant Queen)                                           | 配信中       | 2019年11月1日  | 1時間36分 |
| ビースティ・ボーイズ・ストーリー (Beastie Boys Story)                                     | 配信中       | 2020年4月24日  | 2時間     |
| Dads 父になること (Dads)                                                                  | 配信中       | 2020年6月19日  | 1時間21分 |
| ボーイズ・ステイト (Boys State)                                                           | 配信中       | 2020年8月14日  | 1時間49分 |
| ブルース・スプリングスティーン:Letter To You (Bruce Springsteen's Letter to You)          | 配信中       | 2020年10月23日 | 1時間30分 |
| ファイヤーボール:宇宙からの来訪者 (Fireball: Visitors from Darker Worlds)                 | 配信中       | 2020年11月13日 | 1時間37分 |
| ビリー・アイリッシュ: 世界は少しぼやけている (Billie Eilish: The World's a Little Blurry) | 配信中       | 2021年2月26日  | 2時間20分 |
| その年、地球が変わった (The Year Earth Changed)                                           | 配信中       | 2021年4月16日  | 48分      |
| ファゾム 〜海に響く音〜 (Fathom)                                                          | 配信中       | 2021年6月25日  | 1時間26分 |
| キミはだれ? チャーリー・ブラウン (Who Are You, Charlie Brown?)                            | 配信中       | 2021年6月25日  | 54分      |
| 9/11: その時、司令本部で何が起きていたのか (9/11: Inside the President's War Room)        | 配信中       | 2021年9月1日   | 1時間30分 |
| ヴェルヴェット・アンダーグラウンド (The Velvet Underground)                               | 配信中       | 2021年10月15日 | 2時間     |
| ファイト・ビフォア・クリスマス (Twas the Fight Before Christmas)                          | 配信中       | 2021年11月26日 | 1時間31分 |
| シドニー (Sidney)                                                                         | 配信中       | 2022年9月23日  | 1時間51分 |
| ルイ・アームストロング Black & Blues (Louis Armstrong's Black & Blues)                    | 配信中       | 2022年10月28日 | 1時間46分 |
| セレーナ・ゴメス:My Mind and Me (Selena Gomez: My Mind & Me)                              | 配信中       | 2022年11月4日  | 1時間35分 |
| STILL:マイケル・J・フォックス ストーリー (Still: A Michael J. Fox Movie)                  | 配信中       | 2023年5月12日  | 1時間34分 |
| ステフィン・カリー:アンダーレイテッド (Stephen Curry: Underrated)                         | 配信中       | 2023年7月21日  | 1時間49分 |
| 地下道の鳩 ～ジョン・ル・カレ回想録～ (The Pigeon Tunnel)                                 | 配信中       | 2023年10月20日 | 1時間34分 |
| ブラッディ・ハンドレッド (The Bloody Hundredth)                                           | 配信中       | 2024年3月15日  | 1時間2分  |
| ガールズ・ステイト (Girls State)                                                          | 配信中       | 2024年4月5日   | 1時間36分 |
| ヘニョ 〜最後の海女たち〜 (The Last of the Sea Women)                                     | 配信中       | 2024年10月11日 | 1時間26分 |
| ブレッド&ローズ (Bread & Roses)                                                           | 配信中       | 2024年11月22日 | 1時間30分 |
| デフ・プレジデント・ナウ! (Deaf President Now!)                                           | 配信中       | 2025年5月16日  | 1時間39分 |
| ボノ:ストーリーズ・オブ・サレンダー (Bono: Stories of Surrender)                          | 配信中       | 2025年5月30日  | 1時間26分 |
| 配信予定                                                                                  |              |                |           |
| Mumford & Sons: Witch Hansford                                                            | 未定         | 2025年9月18日  | 未公表    |
| Stiller & Meara: Nothing Is Lost                                                          | 未定         | 2025年10月17日 | 未公表    |

### スペシャル
| 作品名（日本語版の題/原題）                                                                          | ジャンル                                  | 日本での配信       | 配信開始日     | 長さ   |
| --- | ----------------------------------------- | ------------------ | -------------- | ------ |
| ほら、ここにいるよ:このちきゅうでくらすためのメモ (Here We Are: Notes for Living on Planet Earth)    | 短編アニメ                                | 配信中             | 2020年4月17日  | 36分   |
| マライア・キャリー:マジカル クリスマス スペシャル (Mariah Carey's Magical Christmas Special)         | クリスマススペシャル                      | 配信中             | 2020年12月4日  | 43分   |
| Blush ブラッシュ (Blush)                                                                             | 短編アニメ                                | 配信中             | 2021年10月1日  | 10分   |
| マライア・キャリー:今年もマジカルクリスマス (Mariah's Christmas: The Magic Continues)                | クリスマススペシャル                      | 配信中             | 2021年12月3日  | 18分   |
| スヌーピー プレゼンツ:蛍の光 (Snoopy Presents: For Auld Lang Syne)                                   | アニメ                                    | 配信中             | 2021年12月10日 | 38分   |
| スヌーピー プレゼンツ:それは小さなことだけど (Snoopy Presents: It's The Small Things, Charlie Brown) | アニメ                                    | 配信中             | 2022年4月15日  | 38分   |
| スヌーピー プレゼンツ:ママ大好き (パパも) (Snoopy Presents: To Mom (and Dad), With Love)             | アニメ                                    | 配信中             | 2021年12月10日 | 38分   |
| スヌーピー プレゼンツ:ようこそ!ルーシーの学校へ (Snoopy Presents: Lucy's School)                     | アニメ                                    | 配信中             | 2021年12月10日 | 38分   |
| ぼく モグラ キツネ 馬 (The Boy, The Mole, The Fox And The Horse)                                     | 短編アニメ                                | 配信中             | 2022年12月25日 | 34分   |
| スヌーピー プレゼンツ: マーシー、あなたは特別 (Snoopy Presents: One-of-a-Kind Marcie)                | アニメ                                    | 配信中             | 2023年8月18日  | 38分   |
| ハンナ・ワディンガム: ホーム・フォー・クリスマス (Hannah Waddingham: Home for Christmas)             | ミュージカルコメディ クリスマススペシャル | 配信中             | 2023年11月22日 | 44分   |
| ビロードのうさぎ (The Velveteen Rabbit)                                                              | 短編アニメ                                | 配信中             | 2023年11月22日 | 44分   |
| スヌーピー プレゼンツ: おかえり、フランクリン (Snoopy Presents: Welcome Home, Franklin)              | アニメ                                    | 配信中             | 2024年2月16日  | 38分   |
| ルルはサイだもん (Lulu is a Rhinoceros)                                                              | 短編アニメ                                | 配信中             | 2025年5月30日  | 47分   |
| 配信予定                                                                                             |                                           |                    |                |        |
| スヌーピー プレゼンツ:サマー・ミュージカル (Snoopy Presents: A Summer Musical)                       | アニメ                                    | 配信開始日に準ずる | 2025年8月15日  | 未公表 |

## 今後配信予定のオリジナル映画

### 長編
| 作品名                                           | ジャンル           | 配信開始日 | 状況                 |
| ------------------------------------------------ | ------------------ | ---------- | -------------------- |
| The Lost Bus                                     | 災害ドラマ         | 2025年     | 製作完了             |
| Mayday                                           | アクション         | 2025年     | 製作完了             |
| Matchbox                                         | アクション         | 2026年     | 撮影中               |
| Outcome                                          | ブラックコメディ   | 未公表     | 製作完了             |
| Way of the Warrior Kid                           | ドラマ             | 未公表     | 製作完了             |
| Tenzing                                          | 伝記ドラマ         | 未公表     | 撮影中               |
| 『ファミリー・プラン』の続編 (The Family Plan 2) | アクションコメディ | 未公表     | ポストプロダクション |
| Being Heumann                                    | ドラマ             | 未公表     | プリプロダクション   |

### ドキュメンタリー
| 作品名                                                           | 配信開始日 |
| ---------------------------------------------------------------- | ---------- |
| Come See Me in the Good Light                                    | 2025年後期 |
| タイトル未定のフリートウッド・マックを題材にしたドキュメンタリー | 未公表     |

### 企画中
| 題名                                   | ジャンル           |
| -------------------------------------- | ------------------ |
| The Corsair Code                       | SF/ミステリー      |
| Disorientation                         | ドラマ             |
| Early Action                           | アクションコメディ |
| Foster The Snowman                     | ファンタジー       |
| Heist of Benin                         | 強盗/スリラー      |
| Maybe Next Time                        | SF/ドラマ          |
| Oregon Trail                           | アクションコメディ |
| Two for the Money                      | 強盗/スリラー      |
| The Wager                              | サバイバルドラマ   |
| Weekend Warriors                       | スポーツ           |
| The Wives                              | 殺人ミステリー     |
| Wolf Hustle                            | ドラマ             |
| タイトル未定の「グレイハウンド」の続編 | 戦争               |